# Henri Lillaz
Henri Lillaz est un homme politique français né le 6 janvier 1881 à Sainte-Colombe (Rhône) et décédé le 10 septembre 1949 à Paris.
Il est député Radical indépendant des Basses-Pyrénées de 1928 à 1936, Conseiller général d'Accous de 1919 à 1937 et Sous-secrétaire d'État à l'Enseignement technique gouvernement André Tardieu (2) du 2 mars au 13 décembre 1930.

## Biographie
Henri Lillaz nait le 6 janvier 1881 à Sainte-Colombe (Rhône). Son père, entrepreneur responsable de travaux d’aménagement du Rhône, s’y est récemment établi avant de gagner la région parisienne puis Panama, où il participe à la construction du canal et succombe à la fièvre jaune en 1886.
Henri Lillaz grandit à Paris et s’inscrit au barreau à l’issue de ses études de droit. Il s’oriente alors vers la politique en devenant, en 1905, sous-chef de cabinet du ministre radical-socialiste de l’instruction publique, Jean-Baptiste Bienvenu-Martin. L’année suivante, il devient chef-adjoint de cabinet du ministre des travaux publics, Louis Barthou, et conservera les mêmes fonctions auprès de lui au ministère de la justice en mars 1909. Il démissionne l’année suivante pour briguer un siège de député dans l’Isère lors des élections législatives de mai 1910. Candidat républicain de gauche dans la troisième circonscription de Grenoble, il échoue au second tour avec 6 599 voix contre 7 616 au radical-socialiste Léon Perrier.
Cette même année 1910, la vie d’Henri Lillaz prend un tour nouveau. Sœur de la femme de son frère Paul Lillaz et surtout fille de la copropriétaire du Bazar de l’Hôtel de ville, May Becker divorce pour l’épouser. Les frères Lillaz deviennent alors associés à la gestion de l’importante affaire fondée par Xavier Ruel, grand-père de leur épouse respective.
Henri Lillaz acquiert rapidement une position en vue dans les affaires et la vie parisienne sans pour autant abandonner toute ambition politique. Il prend des responsabilités au sein de l’Alliance républicaine et démocratique et en 1913, il est nommé adjoint au maire du 16e arrondissement de Paris.
Durant la première guerre mondiale, il est mobilisé dans l’intendance puis, en 1915, devient chef de cabinet du sous-secrétaire d’Etat au ravitaillement, Joseph Thierry.
Il diversifie ensuite ses activités avec la création, en 1917, du journal « Oui », rebaptisé « L’avenir » en 1919. Il détient la société « Avenir publicité » au capital de laquelle entrera l’agence Havas en 1923. Il participe en 1920 à la fondation de la Société française des pétroles, essences et naphtes.
Dans les Basses-Pyrénées, Henri Lillaz reprend l’entreprise de son frère ainé Jean, décédé accidentellement en 1917 alors qu’il travaillait à la construction du chemin de fer transpyrénéen, et il fonde en 1921 la Société des forces motrices de la vallée d’Aspe en vue d’acquérir des concessions d’équipement hydro-électrique.
C’est aussi dans le Haut-Béarn, fief politique de son ancien « patron » Louis Barthou, qu’il réussit son implantation électorale en devenant, le 14 décembre 1919, conseiller général du canton d’Accous.
En 1920, un violent différend éclate entre Henri Lillaz et sa belle-mère, Pauline Becker, copropriétaire du Bazar de l’Hôtel de ville. Il tente d’en empêcher le remariage à la mairie du 16e arrondissement, où il est toujours adjoint au maire avant de devoir démissionner. Puis il obtient son interdiction judiciaire et la gestion de ses biens par un conseil de famille. Malgré une procédure de saisie, Pauline Becker parvient à faire publier en 1923 un livre dénonçant les agissements de son gendre auquel la justice finira par retirer toute prise sur l’administration de sa fortune. Henri Lillaz divorcera de May Becker en 1929.
Eloigné du Bazar de l’Hôtel de ville, il renforce son implication financière et politique dans les Basses-Pyrénées.
À Pau, il fonde la Société immobilière du Béarn qui, en 1929, obtient de la ville la cession des terrains de l’ancien couvent des Ursulines. Il y édifie l’ensemble commercial et de spectacles du « Palais des Pyrénées » et réalise en échange, à ses frais, deux bâtiments municipaux : le musée des beaux-arts et la bibliothèque municipale. C’est également à cette époque qu’Henri Lillaz devient propriétaire et directeur de l’un des principaux quotidiens du département, l’Indépendant des Basses-Pyrénées.
Sur la côte basque, il fonde en 1928 la Société fermière des hôtels de Biarritz, propriétaires des baux de l’hôtel d’Angleterre et de l’hôtel du Palais, et la Société fermière des casinos, attributaire des jeux du casino Bellevue et du casino municipal à partir de 1933.
Parallèlement, sa carrière politique trouve un nouvel élan et il accède à des fonctions nationales.
En 1928, grâce à l’appui de Louis Barthou, alors ministre de la justice et ancien député de la circonscription, Henri Lillaz obtient du comité républicain de l’arrondissement d’Oloron l’investiture pour les élections législatives que lui disputait le conseiller général de Monein Henri Lapuyade. Il est élu député le 29 avril 1928 avec 6 654 voix contre 6 304 au radical indépendant Jean Sarrailh, futur recteur de l’académie de Paris.
Il s’inscrit à la Gauche radicale, groupe charnière pour la formation des majorités. Deux ans plus tard, il entre au deuxième gouvernement Tardieu comme sous-secrétaire d’État à l’enseignement technique, de mars à décembre 1930. Il est réélu député d’Oloron le 1er mai 1932 avec 6 994 voix contre 6 422 à Jean Sarrailh.
À la Chambre, Henri Lillaz intervient rarement. On relève en 1929 la discussion de sa proposition de loi visant à ouvrir dans les écritures du trésor un compte destiné à recevoir les paiements de l’Allemagne au titre du plan Young et en 1932 sa participation à la discussion d’un projet de loi sur la prophylaxie de la tuberculose des bovidés.
Henri Lillaz tente de conquérir un siège au Sénat en décembre 1934, lors de l’élection partielle consécutive au décès de Louis Barthou, mais il n’arrive qu’en cinquième position au premier tour, largement distancé par le député de Pau Auguste Champetier de Ribes qui est élu.
En mai 1936, il est battu de deux voix aux élections législatives par le nouveau maire d’Oloron, Jean Mendiondou. Il contestera cette élection, néanmoins validée par la Chambre des députés. L’année suivante, lors des élections cantonales d’octobre 1937, il est également battu dans le canton d’Accous et perd alors son dernier mandat dans les Basses-Pyrénées.
Retiré de la vie publique, il se consacre alors entièrement aux affaires. Durant l’Occupation, il installe sa résidence parisienne dans un appartement de l’avenue d’Iéna confisqué au baron Philippe de Rothschild.
« Syncrétisme de l’homme d’affaires – sinon de l’affairiste – de l’homme politique et du mondain propriétaire de chevaux de courses », Henri Lillaz meurt à Paris le 10 septembre 1949.